# Ribes villosum
Ribes villosum är en ripsväxtart som beskrevs av Nathaniel Wallich. Ribes villosum ingår i släktet ripsar, och familjen ripsväxter. Inga underarter finns listade i Catalogue of Life.